# Little Stukeley
Little Stukeley är en by i civil parish The Stukeleys, i distriktet Huntingdonshire, i grevskapet Cambridgeshire i England. Byn är belägen 5 km från Huntingdon. Little Stukeley var en civil parish fram till 1935 när blev den en del av The Stukeleys. Civil parish hade 209 invånare år 1931.